# Jan Šimák
Jan Šimák (13 de outubro de 1978) é um futebolista profissional tcheco que atua como meia.

## Carreira
Jan Šimák representou a Seleção Checa de Futebol, nas Olimpíadas de 2000. 